# Финансовая доступность
Финансовая доступность — это предоставление доступа домохозяйствам и предприятиям в эффективном пользовании всем спектром финансовых услуг. Этот спектр включает в себя: сбережения, кредиты, денежные переводы (платежи), страхование, лизинг.
Финансовая доступность охватывает:
• обеспечение непрерывистости и определённости инвестиций;
• оказание услуг неблагополучным и малообеспеченным слоям общества;
• выполнение обязательств официальными поставщиками услуг.
В документе «Показатели финансовой доступности Группы двадцати» предлагается измерять финансовую доступность, с учетом трех аспектов: доступ к финансовым услугам, пользование финансовыми услугами и качество предоставления продуктов и услуг.

## Доступ к финансовым услугам в мире
The Global Financial Inclusion (Global Findex) определили сравнительные индикаторы, показывающие, как часто люди во всем мире пользуются различными финансовыми услугами. Согласно базе данных 2014 года 62 % взрослых в мире имеют счет в банке или иных видах финансовых структур. С 2011 по 2014 гг. 700 млн совершеннолетних стали обладателями счета в банке. Рост уровня распространения счетов в развивающихся экономиках и множество инноваций в технологиях резко повлияли на расширение доступа финансовых услуг на самых отдаленных точках планеты. В целом, в развивающихся странах 1,3 млрд людей, обладающих учетной записью, платят наличными за коммунальные услуги и более чем 0,5 млрд — за образование.

## В Европе
Изучением финансовой доступности в странах Европейского Союза занимается Евростат. Результаты исследований на 2013 г. показывают, что
- Кредиты остаются наиболее востребованным типом финансовых услуг за весь период 2007—2013 гг;
- Вероятность получения финансирования серьезно снизилась по сравнению с 2007—2010 годом, в связи с кредитным кризисом;
- 35 % всех опрошенных компаний считают финансовое положение бизнеса без изменений;
- Основная причина выбора конкретного банка — успех в получении кредита в 2007—2010 гг.;
- Большинство компании ссылаются на экономический прогноз как наиболее ограничивающий фактор роста бизнеса в 2011—2013 гг.[4]

Сравнение доступности в получении кредитных средств в зависимости от страны ЕС. http://ec.europa.eu/eurostat/statistics-explained/index.php/File:Success_rate_in_obtaining_bank_loans_by_country_(%25).png

## В России
Физический доступ к финансовым услугам в России — серьезная проблема. Сельские и отдаленные районы по прежнему плохо охвачены сетью отделений поставщиков финансовых услуг, POS-терминалами и инфраструктурой коммуникаций. Данный факт маскируется относительно высокими совокупными показателями, которые не отражают число точек физического доступа к финансовым услугам именно в малонаселенных районах.
Это утверждение подкрепляется результатами социологического исследования «Поведение потребителей в сфере розничных платежных услуг», проведенного в 2013 г. Банком России в сотрудничестве с Национальным агентством финансовых исследований (НАФИ) в 2013 году , по результатам которого оказалось, что уровень удовлетворенности потребителей финансовых услуг значительно различается в зависимости от региона и типа населенного пункта (крупный город, малый город, село). Так, уровень удовлетворенности в сельских районах на 11 % ниже среднего, а в столицах федеральных округов данный показатель выше среднего на 5-15 %. Чем меньше населенный пункт, тем чаще респонденты говорят о необходимости увеличения числа точек обслуживания.
Стоит отметить, по результатам исследования Всемирного банка Global Findex 2014 в России, по всем показателям, финансовая доступность по сравнению с 2011 годом повысилась с 48,2 % до 67,4 %. Также увеличилась доля россиян, которые «за последний год» оформляли кредит в банке. Если в 2011 году их было 7,7 %, то в 2014 году — 10,3 %.

## Способы повышения доступности финансовых услуг
В качестве ключевых мер повышения доступности розничных финансовых услуг предлагаются:
1. Разработка национальной системы индикаторов доступности финансовых услуг, соответствующей специфике российского финансового рынка и в соответствии с рекомендациями наднациональных институтов;
2. Консолидированное противодействие нерегулируемому финансовому посредничеству, обеспечение прозрачности финансовых услуг.
3. Повышение финансовой грамотности населения и микробизнеса.[6]

Согласно данным Министерства Финансов, Россия участвовала в международном исследовании уровня финансовой грамотности 15-летних школьников 18-ти ведущих стран и экономик мира, представляющих 40 % мирового ВВП. Исследование проводилось в рамках Международной программы ОЭСР по оценке образовательных достижений учащихся (PISA). Россия заняла 10 место среди 18 стран, расположившись в середине рейтинге между США и Францией.
Как показало тестирование, наибольшую трудность российские школьники испытывали при выполнении заданий на выявление и анализ финансовой информации, аргументацию своей позиции. Из тематических областей российским учащимся менее знакомы вопросы кредитования, операций с банковскими вкладами, обеспечения безопасности при покупке товаров в интернете, инвестирования и налогообложения.